# Stephan Prinz zur Lippe

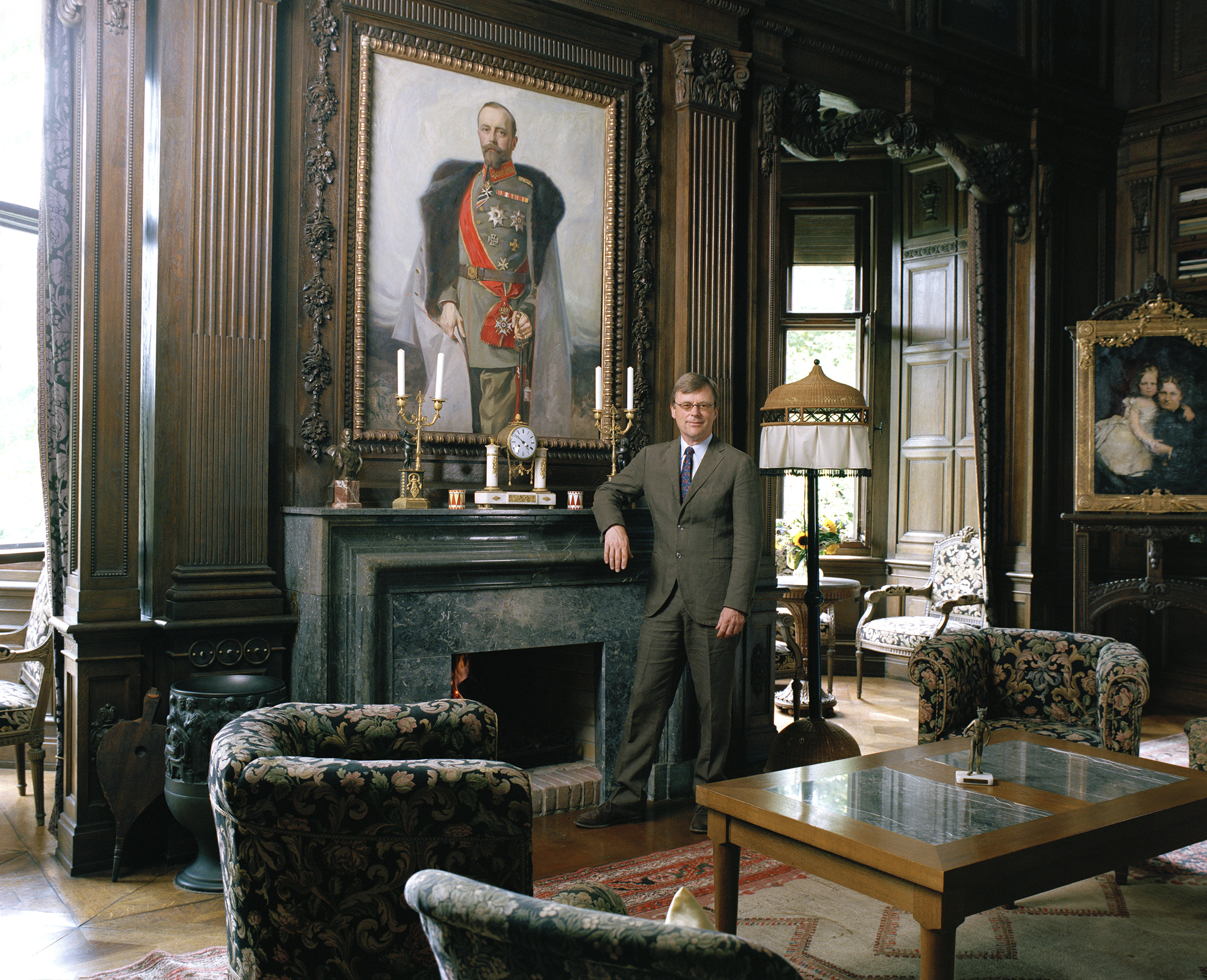
Stephan Prinz zur Lippe fotografiert von Oliver Mark, Detmold 2012

Stephan Leopold Justus Richard Prinz zur Lippe (* 24. Mai 1959 in Detmold) ist ein deutscher Rechtsanwalt, Steuerberater und Politiker. Er ist der Sohn von Armin Prinz zur Lippe und der Biologin Traute Becker und seit dem Tod seines Vaters 2015 Oberhaupt des Hauses Lippe.

## Familie
Stephan Prinz zur Lippe, einziger Sohn seiner Eltern, ist seit 1994 verheiratet mit Maria Gräfin zu Solms-Laubach (* 1968), der Tochter von Otto Graf zu Solms-Laubach und Madeleine Prinzessin zu Sayn-Wittgenstein-Berleburg. Das Paar hat fünf Kinder, Bernhard (* 1995), Heinrich-Otto (* 1997), Wilhelm (* 1999), Luise (* 2001) und Mathilde (* 2003). Die Familie lebt im Detmolder Schloss.
Der Großvater von Prinz zur Lippe war der letzte regierende Fürst in Detmold, Fürst Leopold IV zur Lippe (1871–1949), der am 12. November 1918 abdankte. Durch die Novemberrevolution 1918 wurde das Fürstentum Lippe in einen Freistaat überführt, der bis 1947 existierte. Prinz Bernhard der Niederlande, der Ehemann der vormaligen Königin Juliana, war ein Sohn von Leopolds jüngerem Bruder Bernhard und somit ein Onkel 2. Grades von Prinz zur Lippe.

## Beruflicher Werdegang
Prinz zur Lippe studierte Rechtswissenschaften an der Universität Bonn und legte dort 1984 sein erstes juristisches Staatsexamen ab. Er studierte mit einem Fulbright-Stipendium an der University of Miami mit dem Abschluss Master of Laws (LL.M). Seine Referendarzeit absolvierte er in Hamburg und schloss sie im Jahr 1989 mit dem zweiten juristischen Staatsexamen mit Prädikat ab. 1992 legte er zudem das Steuerberaterexamen in Hamburg ab. Bis 1996 arbeitete er als Partner in der Sozietät Wessing in Düsseldorf. Seit 1996 betreibt Prinz zur Lippe in Detmold eine eigene Anwaltskanzlei mit Schwerpunkt im Erb- und Steuerrecht.
Daneben verwaltet Prinz zur Lippe den Familienbesitz, zu dessen Vermögen u. a. Teile des Teutoburger Waldes gehören. Überregionale Bekanntheit erlangte Prinz zur Lippe in einer Auseinandersetzung mit dem Land Nordrhein-Westfalen, das große Teile des Waldbesitzes in einen geplanten Nationalpark Teutoburger Wald einbeziehen wollte. 2012 scheiterten die Pläne des Landes u. a. am Widerstand Prinz zur Lippes.
Nach der deutschen Wiedervereinigung erwarb er u. a. umfangreiche Ländereien auf dem Gebiet der vormaligen DDR, darunter aus dem Bestand der NVA Forsten mit Seen im Blumenthal.

## Ehrenämter und politisches Engagement
Seit dem Jahr 2000 ist Prinz zur Lippe in der FDP engagiert. Er ist Mitglied des Kreistags in Lippe und seit 2014 Vorsitzender des Rechnungsprüfungsausschusses des Kreises Lippe.
Er ist zudem Mitglied des Aufsichtsrats der VerbundVolksbank OWL, Mitglied im Stiftungsrat der Fürstin-Pauline-Stiftung und Vorstandsmitglied des Vereins zur Förderung des Landestheaters Detmold.

## Windpark auf der Gauseköte
Ein geplanter Windpark von Prinz zur Lippe, beantragt mit 13 WKA, wurde im Oktober 2022 von der Genehmigungsbehörde Kreis Lippe zunächst negativ beschieden. Vorausgegangen war eine negative Stellungnahme des Britischen Militärs bzw. daran anschließend der Bundeswehr, die im an das Windparkgebiet angrenzenden Truppenübungsplatz Senne eine Beeinträchtigung angeblicher Einflugbereiche von Düsenjägern geltend machten. Das Oberverwaltungsgericht entschied jedoch, dass hiervon nicht alle WKA betroffen seien, sodass die Ablehnung von sieben der 13 WKA rechtswidrig sei und das Verfahren für diese sieben WKA fortgeführt werden muss. Im Februar 2025 erfolgte dann die erneute Ablehnung dieser sieben WKA durch den Kreis Lippe, diesmal gestützt auf angebliche Unvereinbarkeit mit den Vorgaben des Regionalplans zu Windkraftstandorten im Wald. Nur einen Monat später sah sich der Kreis Lippe aber gezwungen, die Ablehnung aufzuheben und die sieben WKA zu genehmigen, nachdem das Oberverwaltungsgericht diese Rechtsauffassung in einem Erörterungstermin als rechtswidrig bezeichnet hatte.
Zuvor hatte schon die lippische Industrie- und Handelskammer die Ablehnung der WKA scharf kritisiert und sich für die Errichtung des Windparks ausgesprochen. Auch die drei betroffenen Kommunen Stadt Detmold, Gemeinde Schlangen und Stadt Horn-Bad Meinberg hatten durch die Erteilung des gemeindlichen Einvernehmens im Genehmigungsverfahren ihre Zustimmung zu dem Windkraftprojekt ausgedrückt.
Der geplante Windpark wird auf Waldbereichen entstehen, auf denen vormals Fichten als Wirtschaftswald wuchsen. Infolge längerer Trockenheit und einer Borkenkäferdevastierung waren die Bereiche jedoch großflächig entwaldet. Die Einnahmen aus dem Windpark sollen nicht nur den Erhalt des Fürstlichen Residenzschlosses in Detmold sichern (wozu eine grundbuchliche Verpflichtung besteht), sondern auch die klimagerechte Wiederaufforstung der devastierten Waldflächen unterstützen. 

## Auszeichnungen
Prinz zur Lippe wurde 2016 für seinen Einsatz in der Denkmalpflege vom Deutschen Nationalkomitee für Denkmalschutz mit dem Deutschen Preis für Denkmalschutz (Silberne Halbkugel) ausgezeichnet. 2013 war er gemeinsam mit Christian Lindner Preisträger des Günther Nolting Preises der FDP. Ebenfalls im Jahr 2013 hat ihn die Junge Union des Kreisverbandes Paderborn zum „Schlitzohr des Jahres 2013“ gekürt.
2020 wurde Stephan Prinz zur Lippe gemeinsam mit seiner Frau Maria Prinzessin zur Lippe mit dem NRW-Landesverdienstorden für ihr Engagement im Deutschen Roten Kreuz sowie in anderen wohltätigen und sozialen Projekten und Stiftungen ausgezeichnet.